# بوريس رادونوفيتش
بوريس رادونوفيتش (بالصربية: Борис Радуновић)‏ هو لاعب كرة قدم صربي في مركز حراسة المرمى، ولد في 26 مايو 1996 في بلغراد في صربيا. شارك مع منتخب صربيا تحت 21 سنة لكرة القدم. أما مع النوادي، فقد لعب مع أتالانتا وراد بيوغراد.

## وصلات خارجية
- بوريس رادونوفيتش على موقع الاتحاد الأوربي (الإنجليزية)
- بوريس رادونوفيتش على موقع قاعدة بيانات كرة القدم.إي يو (الإنجليزية)
- بوريس رادونوفيتش على موقع Soccerway.com (الإنجليزية)
- بوريس رادونوفيتش على موقع عالم كرة القدم.نت (الإنجليزية)
- بوريس رادونوفيتش على موقع AS.com (الإسبانية)